# Haage (Tartu)
Haage est un village de la Commune de Tähtvere du comté de Tartu en Estonie.
Au 31 décembre 2011, il compte 353 habitants.